# Movie Star – Küssen bis zum Happy End
Movie Star – Küssen bis zum Happy End (Originaltitel: Geek Charming) ist ein US-amerikanischer Fernsehfilm von Jeffrey Hornaday aus dem Jahr 2011 mit Sarah Hyland und Matt Prokop in den Hauptrollen. Das Drehbuch basiert auf dem gleichnamigen Roman von Robin Palmer.

## Handlung
Dylan Shoenfield ist eine versnobte, reiche und egozentrische 16-jährige High-School-Schülerin, die fest entschlossen ist, den Titel der Blossom Queen zu erringen. Josh Rosen ist ein aufstrebender Film-Geek, der für ein Filmfestival einen Dokumentarfilm erstellen soll. Er entscheidet sich für das Thema Popularität und sucht sich für die Recherche ausgerechnet Dylan Shoenfield aus. Doch Dylans divenhaftes Verhalten führt dazu, dass es zu einem Streit zwischen beiden kommt, woraufhin Josh eine weitere Zusammenarbeit mit Dylan ablehnt.
Als Josh sich, nachdem eine Weile vergangen ist, den Science-Fiction-Film Der Flug des Navigators anschaut, überdenkt er seine Entscheidung noch einmal. Auch Dylan hat aus ihrer Zusammenarbeit mit Josh gelernt und festgestellt, dass sich die Welt nicht allein um sie dreht. Es entwickelt sich eine Freundschaft zwischen den beiden Jugendlichen. Da Josh sich für Dylans ehemalige Freundin Amy interessiert, hilft ihm Dylan dabei, sich umzustylen und tatsächlich verfehlt das nicht seine Wirkung auf Amy. Allerdings vertieft sich gleichzeitig das Verhältnis zwischen Dylan und Josh, die nun viel Zeit miteinander verbringen, sodass ihre jeweiligen Freunde sich von ihnen abwenden. Als dann Dylans Freund einen Anlass findet, um Schluss mit ihr zu machen, begreift sie, wie oberflächlich ihre bisherigen Freunde eigentlich sind.
Als der Tag des Filmwettbewerbs da ist und Joshs Film The Popularity Project vorgeführt wird, schleicht auch Dylan sich in die Vorführung und gewinnt den Eindruck, dass die Zuschauer sie auslachen. Mit Tränen in den Augen läuft sie in der Mitte des Films davon. So kann sie auch nicht mitbekommen, wie sensibel Josh sie im weiteren Verlauf des Films porträtiert und wie ergriffen man im Saal ist. Durch Amy, die ihr eine DVD von Joshs Film vorbeibringt, und ihr versichert, dass sie immer noch ihre Freundin sei, erfährt Dylan von der Wirkung des Films und dass er dafür gesorgt habe, dass sie nun beliebter sei als je zuvor und dass Josh damit zudem das Filmfestival gewonnen habe. Einer Versöhnung zwischen Dylan und Josh steht nun nichts mehr im Wege. Dylan wird zur Blossom Queen gekürt und aus den Freunden wird nun ein Paar, nachdem Josh erkannt hat, was er wirklich für Dylan empfindet.

## Produktion
Die Autorin Robin Palmer war nicht an der Produktion des Filmes beteiligt und weigerte sich, das Drehbuch zu lesen.
Die Dreharbeiten fanden vom 14. März 2011 bis Mitte April 2011 in Vancouver, Kanada statt. Nicht nur vor der Kamera waren Matt Prokop und Sarah Hyland ein Paar, sondern auch im echten Leben. Inzwischen haben sie sich jedoch getrennt.

### Besetzung und Synchronisation
| Rolle            | Schauspieler    | Synchronsprecher         |
| ---------------- | --------------- | ------------------------ |
| Dylan Shoenfield | Sarah Hyland    | Lea Kalbhenn             |
| Josh Rosen       | Matt Prokop     | Tobias Kern              |
| Amy Loubalu      | Sasha Pieterse  | Jacqueline Belle         |
| Asher            | Jordan Nichols  | Roman Wolko              |
| Hannah           | Vanessa Morgan  | Kaya Marie Möller        |
| Lola             | Lili Simmons    | Katharina Schwarzmaier   |
| Ari              | David Del Rio   | Karim El Kammouchi       |
| Steven           | Jimmy Bellinger | Tim Schwarzmaier         |
| Sandy            | Lilli Birdsell  | Claudia Urbschat-Mingues |
| Alan Schoenfield | Andrew Airlie   | Crock Krumbiegel         |
| Caitlin          | Kacey Rohl      | Katharina Iacobescu      |
| Nicole Paterson  | Andrea Brooks   | Farina Brock             |

## Rezeption

### Ausstrahlung
Die Premiere des Disney Channel Original Movie fand am 11. November 2011 auf dem US-amerikanischen Disney Channel statt. Sie wurde von 4,91 Millionen Zuschauern gesehen. In Deutschland wurde der Film am 17. März 2012 beim deutschen Disney Channel erstmals gezeigt. Die Free-TV-Premiere erfolgte am 3. März 2013 beim Sender RTL.

### DVD-Veröffentlichung
Der Film wurde am 7. Februar 2012 in den USA auf DVD veröffentlicht. Am 7. März 2013 erfolgte eine DVD-Veröffentlichung mit einer deutschen Tonspur.

### Kritik
Cinema zog das Fazit: „Nette Entzauberung von Klischees.“
Sandy Kolbuch von Movieworlds war der Ansicht, der Film impliziere „einfühlsam die Botschaft, dass nur wahre Freunde einem in jeder Lebenssituation beistehen“ und „glücklich machen“ würden. Der Film biete „gerade für junge Zuschauer humorvolle Unterhaltung“. Die Geschichte sei „niedlich und lustig inszeniert“ und wirke „nahezu märchenhaft“. Kolbuch zog das Fazit: „Zuckersüße Teenie-Komödie, in der wahre Freundschaft ihren Preis hat. Humorvolle Unterhaltung für die angesprochene Zielgruppe.“